# ショーケ・ディクストラ
ショーケ・ディクストラ（Sjoukje Dijkstra、1942年1月28日 - 2024年5月2日）は、オランダ出身の女性フィギュアスケート選手。1964年インスブルックオリンピック女子シングル金メダリスト。1962年、1963年、1964年世界フィギュアスケート選手権優勝。オランダ人選手として初めて冬季オリンピック金メダルを獲得した選手でもある。

## 経歴

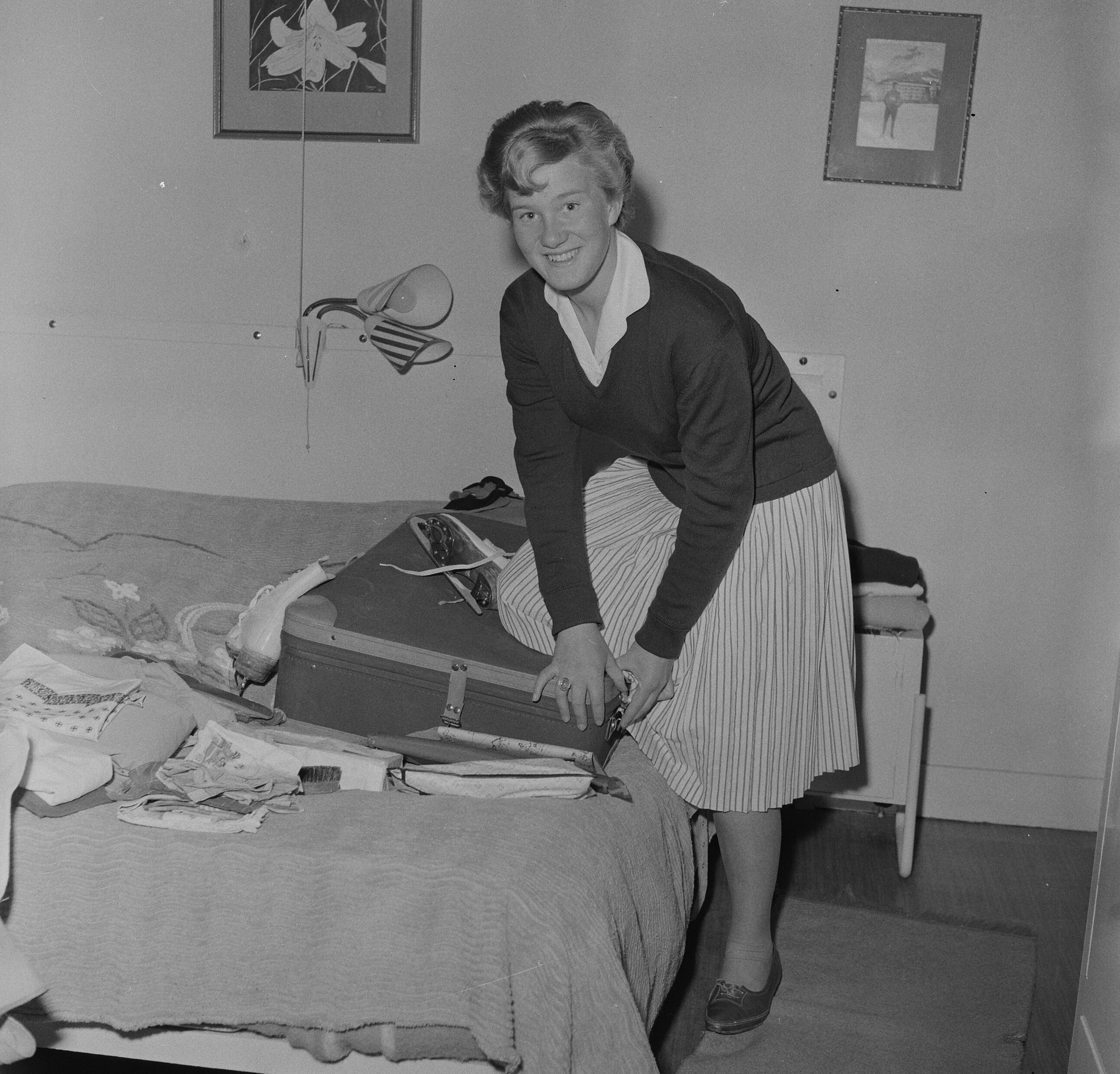
1960年

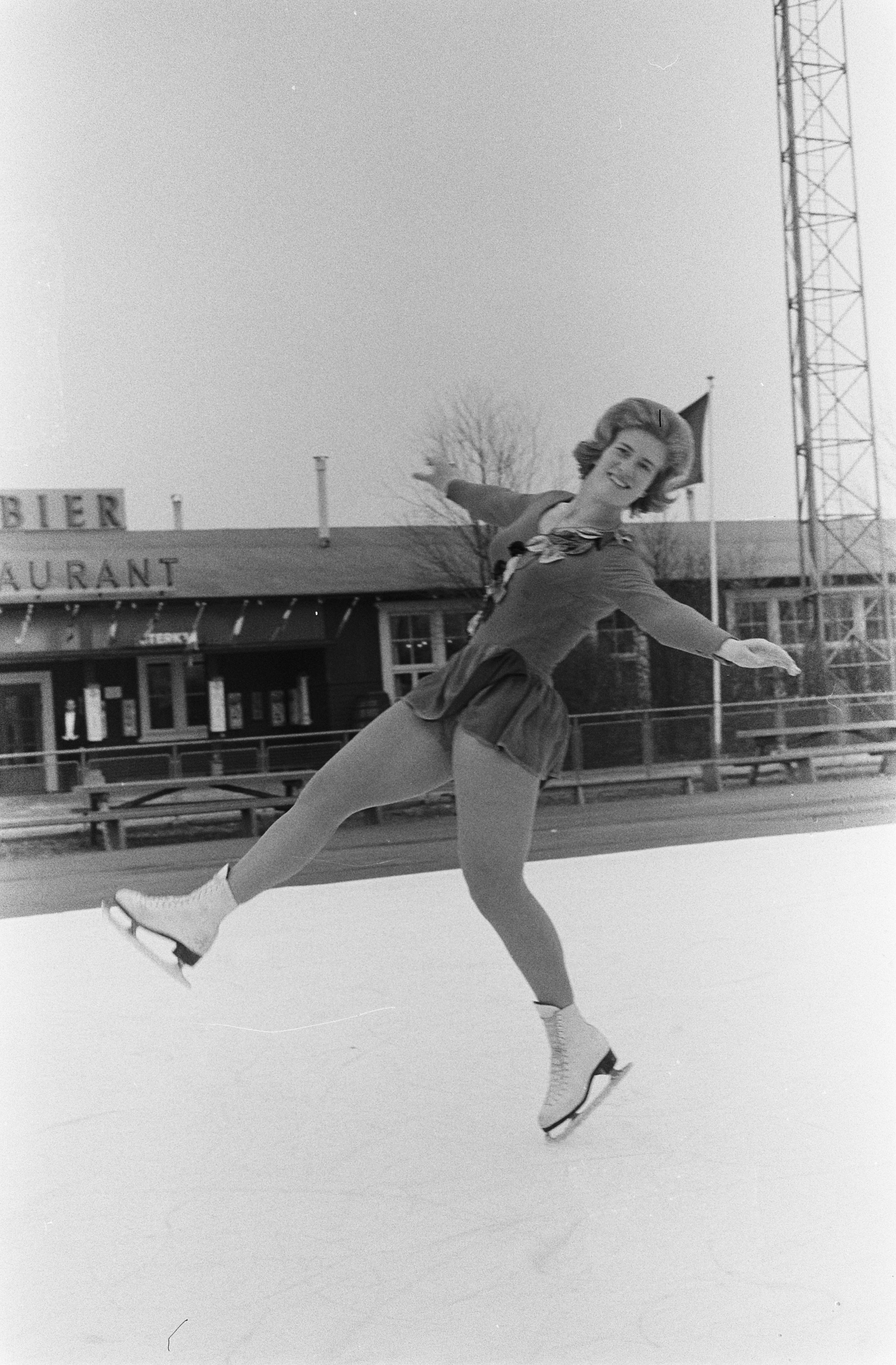
1963年

- 1960年から1964年までヨーロッパフィギュアスケート選手権で5連覇を果たす。
- 1960年スコーバレーオリンピックで銀メダルを獲得。
- 1962年から1964年まで世界選手権3連覇。
- 1964年、インスブルックオリンピックでオランダ人選手として冬季オリンピック史上初めての金メダルを獲得し、その活躍から1959年から1964年までオランダ スポーツマンオブザイヤーを受賞。
- 2024年5月2日、死去[1]。82歳没。

## 主な戦績
| 大会/年      | 53-54 | 54-55 | 55-56 | 56-57 | 57-58 | 58-59 | 59-60 | 60-61 | 61-62 | 62-63 | 63-64 |
| ------------ | ----- | ----- | ----- | ----- | ----- | ----- | ----- | ----- | ----- | ----- | ----- |
| オリンピック |       |       | 12    |       |       |       | 2     |       |       |       | 1     |
| 世界選手権   |       | 21    | 16    | 12    | 16    | 3     | 2     |       | 1     | 1     | 1     |
| 欧州選手権   | 19    |       | 7     |       | 6     | 2     | 1     | 1     | 1     | 1     | 1     |